# Diecezja Osogbo
Diecezja Osogbo – diecezja rzymskokatolicka  w Nigerii. Powstała w 1995.

## Biskupi ordynariusze
- Gabriel Abegunrin (1995-2013)
- John Oyejola (od 2016)